# 西蒙娜·韦伊 (政治家)
西蒙娜·韦伊，DBE（法語：Simone Veil，法語發音：[simɔn vɛj]，1927年7月13日—2017年6月30日），又譯西蒙娜·薇依，本名西蒙娜·安妮·利利娜·雅各布（Simone Annie Liline Jacob），生於法國尼斯，女性律師與政治人物，在瓦莱里·吉斯卡尔·德斯坦總統時代，曾任法國衛生部長。她曾任歐洲議會議長，也曾是法國憲法委員會成員之一。
她是奧斯威辛集中營的倖存者之一，但她部份親人喪生於此。2008年11月，她獲選進入法蘭西學術院。

## 生平
1945年，進入巴黎政治學院，學習法律。